# ساموئل چوکووئزه
ساموئل چیمرنکا چوکووئزه (ایگبو: Samuel Chimerenka Chukwueze؛ زادهٔ ۲۲ مهٔ ۱۹۹۹) بازیکن فوتبال اهل نیجریه است که برای باشگاه آث میلان بازی می‌کند.